# Семейная жизнь (фильм, 1971, Британия)
«Семейная жизнь» (англ. Family Life) — кинофильм режиссёра Кена Лоуча, вышедший на экраны в 1971 году. Ремейк телефильма «В двух разумах» (In Two Minds), снятого Лоучем в 1967 году в рамках серии передач The Wednesday Play.

## Сюжет
В центре повествования этой социальной драмы, снятой в документальной манере, находится конфликт между строгими, властными родителями и их дочерью Дженис, которая хотела бы вырваться из удушающего её тесного мирка, но ей не хватает на это силы и решительности. Переломным моментом стала беременность Дженис. Мать, считающая, что она лучше знает, что лучше для дочери и чего та действительно хочет, заставляет девушку совершить аборт. После этого поведение Дженис начало становиться всё более вызывающим и непредсказуемым для родителей, которые, надеясь сделать из неё «нормального человека», в конце концов отправляют её в психиатрическую лечебницу...

## В ролях
- Сэнди Рэтклифф — Дженис Бэйлдон
- Билл Дин — мистер Бэйлдон
- Грейс Кейв — миссис Бэйлдон
- Малкольм Тирни — Тим
- Хилари Мартин — Барбара Бэйлдон
- Майкл Риддалл — доктор Дональдсон
- Алан Макнотон — мистер Касвелл

## Награды и номинации
- 1972 — три приза Берлинского кинофестиваля: приз ФИПРЕССИ, Interfilm Award и OCIC Award (все — Кен Лоуч).
- 1973 — номинация на приз ООН в рамках премии Британской киноакадемии (Кен Лоуч).
- 1974 — приз за лучший зарубежный фильм от Французского синдиката кинокритиков (Кен Лоуч).
- 2003 — приз зрительских симпатий за лучший художественный фильм на кинофестивале в Сиднее.

## Дополнительные факты
Лента «Семейная жизнь» развивала идеи известных психиатров и представителей движения антипсихиатрии Р. Лэйнга и Д. Купера: так, благодаря изображению сложных перипетий семейных отношений в фильме показывается, что семья играет немалую роль в возникновении шизофрении. Р. Лэйнг к тому же давал создателям фильма некоторые консультации по развитию сюжетной линии. В анонсе фильма в журнале «Time Out» говорилось, что «фильм развивает относительно недавние психиатрические/политические исследования и гипотезы, которые завоевали свою популярность благодаря работам психиатров Рональда Лэйнга и Дэвида Купера»:326.